# Joseph W. White

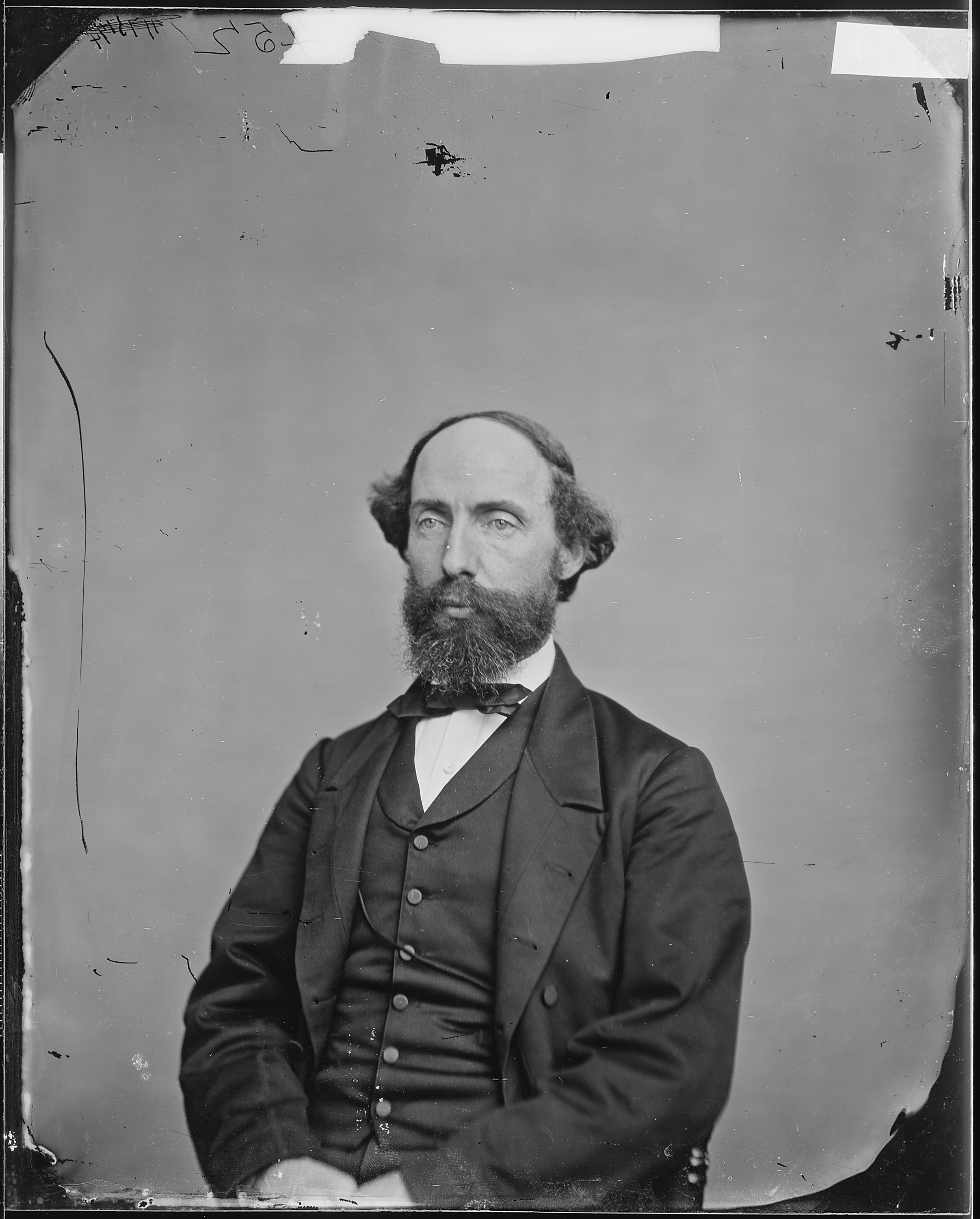
Joseph W. White

Joseph Worthington White (* 2. Oktober 1822 in Cambridge, Ohio; † 6. August 1892 ebenda) war ein US-amerikanischer Politiker. Zwischen 1863 und 1865 vertrat er den Bundesstaat Ohio im US-Repräsentantenhaus.

## Werdegang
Joseph White besuchte die öffentlichen Schulen seiner Heimat sowie die Cambridge Academy. Danach wurde er im Handel tätig. Nach einem Jurastudium und seiner 1844 erfolgten Zulassung als Rechtsanwalt begann er in Cambridge in diesem Beruf zu arbeiten. Zwischen 1845 und 1847 war er Staatsanwalt im Guernsey County. Außerdem fungierte er als Bürgermeister von Cambridge, wobei seine genaue Amtszeit nicht überliefert ist. Politisch schloss er sich der Demokratischen Partei an. Im Jahr 1860 war er Delegierter zu einer oder beiden Democratic National Conventions dieses Jahres. Auch hier fehlen die entsprechenden Hinweise in den Quellen.
Bei den Kongresswahlen des Jahres 1862 wurde White im 16. Wahlbezirk von Ohio in das US-Repräsentantenhaus in Washington, D.C. gewählt, wo er am 4. März 1863 die Nachfolge des Republikaners William P. Cutler antrat. Da er im Jahr 1864 nicht bestätigt wurde, konnte er bis zum 3. März 1865 nur eine Legislaturperiode im Kongress absolvieren. Diese war von den Ereignissen des Bürgerkrieges geprägt.
Nach dem Ende seiner Zeit im US-Repräsentantenhaus praktizierte Joseph White wieder als Anwalt. Politisch ist er nicht mehr in Erscheinung getreten. Er starb am 6. August 1892 in seiner Heimatstadt Cambridge, wo er auch beigesetzt wurde.